# Кауфман, Лорен
Лорен Кауфман (27 июля, 1923 – 10 февраля, 1951) был солдатом армии Соединённых Штатов во время Корейской войны. Он получил Медаль Почёта за свою доблесть в войне, четвёртого и пятого сентября, 1950 года.  Позднее он был убит в бою, прежде чем был награжден Медалью Почёта, был похоронен на  Национальном кладбище Уилламетт.
Кауфман вступил в армию через неделю после нападения японцами на Перл-Харбор и служил в Северной Африке и в Европе во время Второй мировой войны.

## См.также
- 2-я пехотная дивизия (США)
- Медаль почёта (США)
- Корейская война